# Anouch (opéra)
Pour les articles homonymes, voir Anouch.

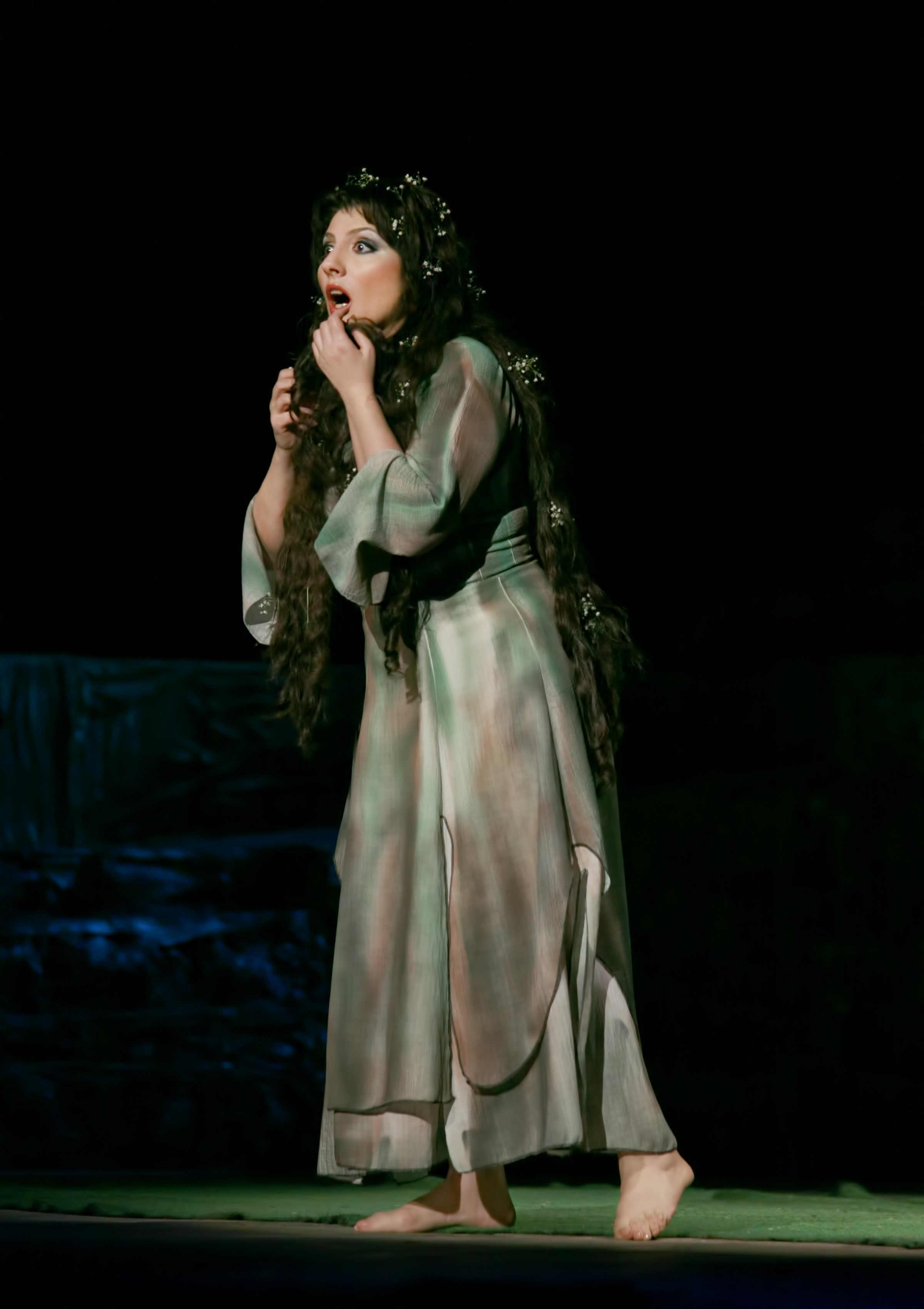
La soprano Anahit Mekhitarian dans le rôle-titre de l'opéra Anoush d'Armen Tigranian

Anouch (ou Anoush, en arménien : Անուշ) est un opéra en cinq actes composé par Armen Tigranian, basé sur le poème du même nom écrit par Hovhannès Toumanian en 1892. À l'origine composé en 1912, il a été joué pour la première fois à Alexandropol, mais il a fallu attendre jusqu'en 1935 pour qu'il soit intégralement mis en scène à l'Opéra national arménien. Anouch reste dans le répertoire de l'opéra depuis lors.
Cet opéra a une importance toute particulière dans l'histoire de la musique arménienne, comme une de ses œuvres les plus significatives. Anouch est le premier opéra entièrement inspiré par la musique et la culture traditionnelle arméniennes. C'est peut-être l'œuvre la plus populaire de la musique et du théâtre arménien.
L'opéra raconte le drame d'une jeune paysanne, Anouch, dont la courte histoire d'amour se termine par la perte et la mort à la suite d'une rivalité entre son amant Saro et son frère Mossy.

## L'histoire
L'histoire d'amour tragique a lieu dans un village arménien typique du XIXe siècle. Anouch est une jeune fille du village qui tombe amoureuse du berger Saro. Un soir, pendant la fête d'un mariage, Mossy, le frère d'Anouch et Saro s'affrontent dans un combat amical. Mais au lieu de laisser Mossy gagner comme le veut la tradition, Saro viole le code de l'honneur et humilie Mossy. Mossy veut se venger et le tue. Anouch, folle de douleur, se jette du haut d'une falaise.